# Trévillach
Trévillach en francés y oficialmente, Trevilhac en occitano, es una pequeña localidad y comuna francesa, situada en el departamento de Pirineos Orientales en la región de Languedoc-Rosellón y comarca histórica de la Fenolleda. 
A sus habitantes se les conoce por el gentilicio de trévillais en francés.

## Demografía
| 129 | 139 | 137 | 109 | 92 | 76 |
| Para los censos de 1962 a 1999 la población legal corresponde a la población sin duplicidades (Fuente: INSEE [Consultar]) |     |     |     |    |    |